# 1857 en littérature
| Années de la littérature : 1854 - 1855 - 1856 - 1857 - 1858 - 1859 - 1860    |
| Décennies de la littérature : 1820 - 1830 - 1840 - 1850 - 1860 - 1870 - 1880 |

Cet article présente les faits marquants de l'année 1857 en littérature.

## Événements
- D’octobre 1856 jusqu’au 15 décembre suivant, le texte de Madame Bovary est publié dans la Revue de Paris sous la forme de feuilleton. Le 24 janvier : Ouverture du procès de Gustave Flaubert, après la parution de Madame Bovary, pour atteinte aux mœurs. Il sera acquitté.
- 25 juin : l'écrivain français Charles Baudelaire publie Les Fleurs du mal.
- 11 juillet : à la suite de la publication des Fleurs du mal, un libelle de Gustave Bourdin, dans le Figaro déchaîne les foudres de la Justice et l'auteur est arrêté pour immoralité.
- 20 août : La 6e chambre correctionnelle condamne Charles Baudelaire et son éditeur à 300 et 200 francs d'amende pour « outrage à la morale publique et aux bonnes mœurs », ainsi qu'à la suppression de six poèmes de l'édition de son livre Les Fleurs du Mal.

- Le travail sur l'Oxford English Dictionnary débute.

## Essais
- Le Livre des Esprits d'Allan Kardec, publié à Paris le 18 avril, donne naissance au Spiritisme.
- Introduction générale à la critique de l’économie politique, de Karl Marx
- Manuel du spéculateur à la bourse, de Proudhon.
- Les ennemis de Racine au XVIIe siècle de Félix Deltour, éd. Didier-Durand
- Champfleury publie un recueil-manifeste pour le mouvement réaliste, Le Réalisme.

- États-Unis : The Impending Crisis of the South de Hinton Helper, qui démontre que la société esclavagiste est vouée à l’échec. L’ouvrage est interdit de diffusion dans les États du Sud où G. Fitzhugh riposte par un plaidoyer en faveur de l’esclavage, Cannibal All.

## Récits de voyage
- Publication des Missionary Travels de David Livingstone, vendus à 70 000 exemplaires en Grande-Bretagne.
- Travels and Discoveries in North and Central Africa, de Heinrich Barth (1857-1858).

## Poésie
- Charles Baudelaire, Les Paradis artificiels, Les Fleurs du mal.
- Les Bardes gallois, poème de János Arany.
- F.R. Kreutzwald, Kalevipoeg.

## Romans
- Juin : fin de la publication en feuilleton de La Petite Dorrit, de  Charles Dickens.
- 1er novembre : début de la publication en feuilleton des Virginiens de William Makepeace Thackeray (fin en 1859).

- O Guarani, de José de Alencar (Brésil).
- Tom Brown’s school-days, de Thomas Hugues.
- L'Escroc à la confiance, de Melville.
- Le Professeur, de Charlotte Brontë est publié à titre posthume.
- Ippolito Nievo rédige Les Confessions d'un Italien (Le confessioni d’un italiano), publié en 1867.

### En France
- L'Héritage mystérieux de Ponson du Terrail paraît en feuilleton dans La Patrie.
- Madame Bovary, de Gustave Flaubert, fait scandale.
- Les Beaux Messieurs de Bois-Doré de George Sand paraît en feuilleton dans Le Progrès Illustré.
- Recueil de contes de fées de la comtesse de Ségur : Nouveaux Contes de fées (voir Blondine), son premier roman.
- Les Compagnons de Jéhu, d'Alexandre Dumas.
- La Question d’argent, d'Alexandre Dumas fils.
- Germaine et Le Roi des montagnes, d'Edmond About.
- Parution de la traduction en français par Charles Baudelaire des Nouvelles histoires extraordinaires, d'Edgar Allan Poe.
- Le Bossu, de Paul Féval.

## Théâtre
- Eugène Labiche, L'Affaire de la rue de Lourcine

## Traduction
- Edgar Allan Poe : Nouvelles Histoires extraordinaires (par Ch. Baudelaire)

## Principales naissances
- 26 novembre : Ferdinand de Saussure, fondateur du structuralisme en linguistique
- 3 décembre : Joseph Conrad, écrivain anglais († 3 août 1924).

## Principaux décès
- 11 mars : Manuel José Quintana, poète espagnol (° 11 avril 1772).
- 2 mai : Alfred de Musset, écrivain français, 46 ans (° 11 décembre 1810).
- 16 juillet : Pierre Jean de Béranger, poète et chansonnier français (° 19 août 1780).
- 3 août : Eugène Sue, écrivain français, 53 ans (° 26 janvier 1804).
- 19 octobre : Willem Hendrik Warnsinck, poète et écrivain néerlandais († 4 octobre 1782)